# Porte François-Ier (Crémieu)
La porte François-Ier (ou porte neuve) est une porte de ville médiévale, située sur la commune de Crémieu, dans le département français de l'Isère.

## Généralités
L'édifice est situé sur le boulevard de la porte neuve, à l'est de l'actuelle cité de Crémieu, dans le département de l'Isère, en région Auvergne-Rhône-Alpes, en France. À l'époque médiévale, la porte faisait vraisemblablement partie du système défensif de la ville, composé de 9 portes et 14 tours de guet.

## Historique
La porte est percée sous une tour existante de l'enceinte de Crémieu en 1535 et « inauguré » en 1536, lors d'un des nombreux passages de François Ier à Crémieu. Cette porte fut créée afin de recentrer l'accès ouest de la ville, desservie par la porte de Quirieu, située à quelques dizaines de mètres de la porte neuve. 
La porte est classée au titre des monuments historiques par arrêté du 11 septembre 1906.

## Description
La tour est en pierre calcaire, surmontée d'un toit de Lauze sur charpente. En hauteur, des mâchicoulis et chemin de ronde, éléments défensif du Moyen Âge sont présents, alors qu'au centre de la tour, à mi-hauteur, le trou d'une canonnière a été percé, préfigurant l'usage de la poudre dans les guerres,.
Il est à noter que la porte n'est pas située au milieu de l'axe de la tour qu'elle traverse, mais légèrement excentrée.

## Galerie

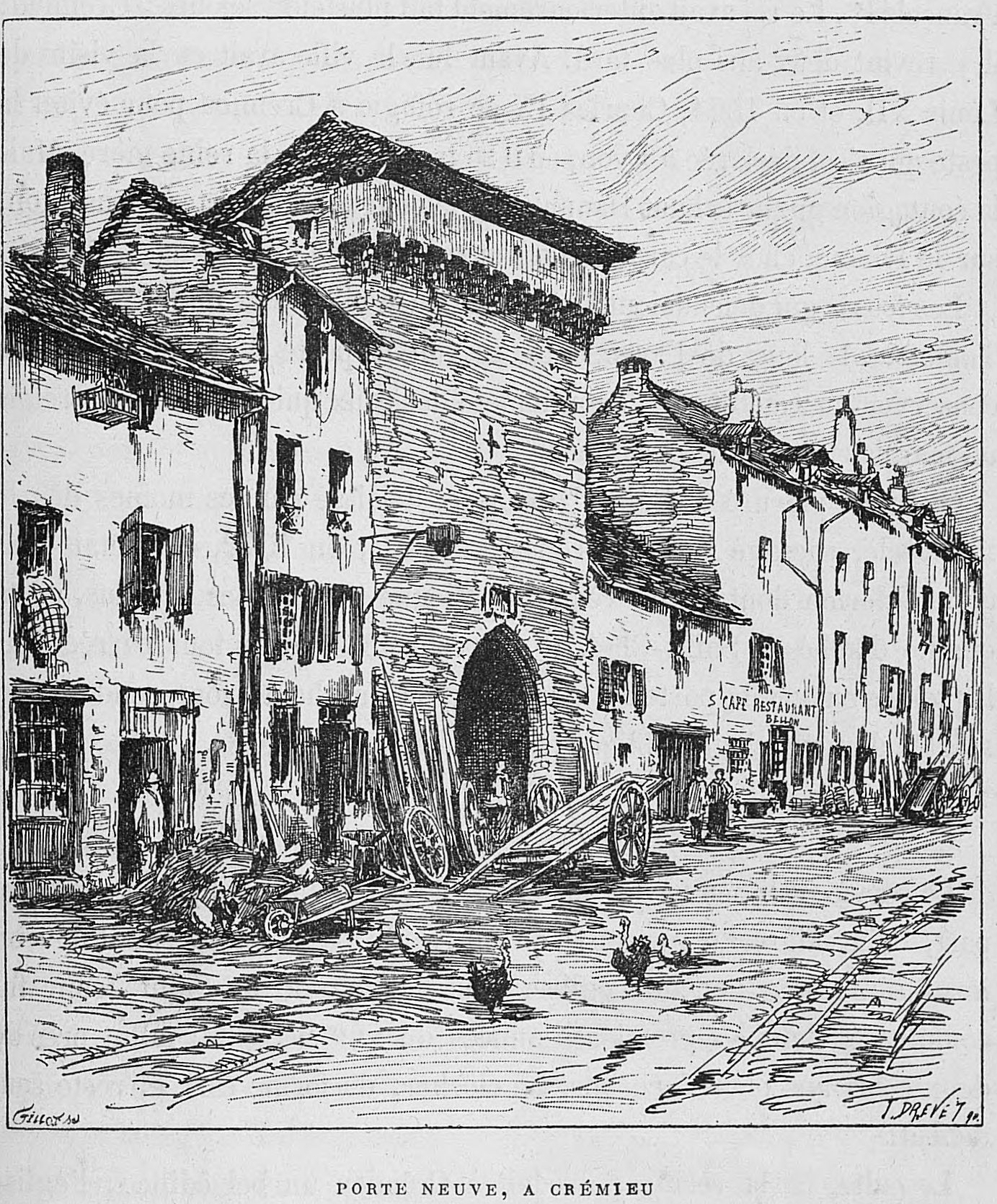
Illustration de la porte de Lyon XIXe siècle
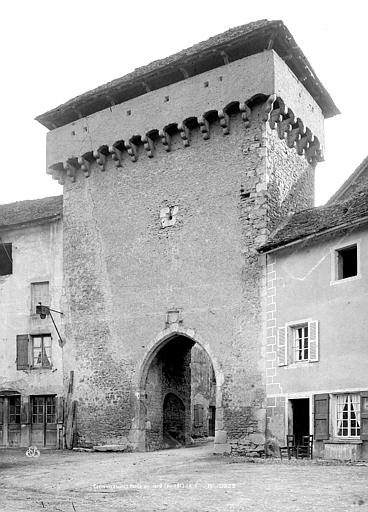
Porte de Lyon fin XIXe siècle / début XXe siècle
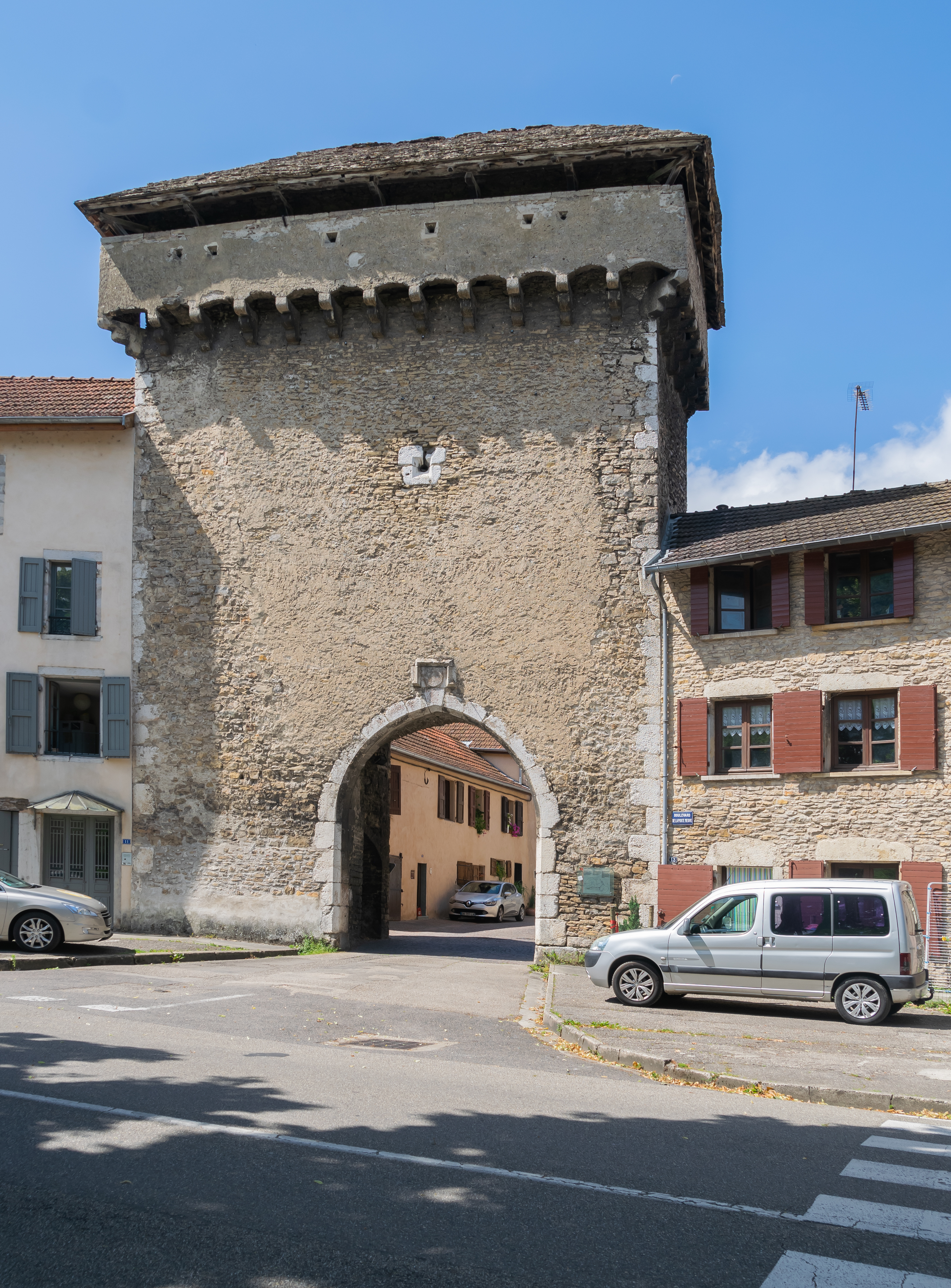
Vue extérieure
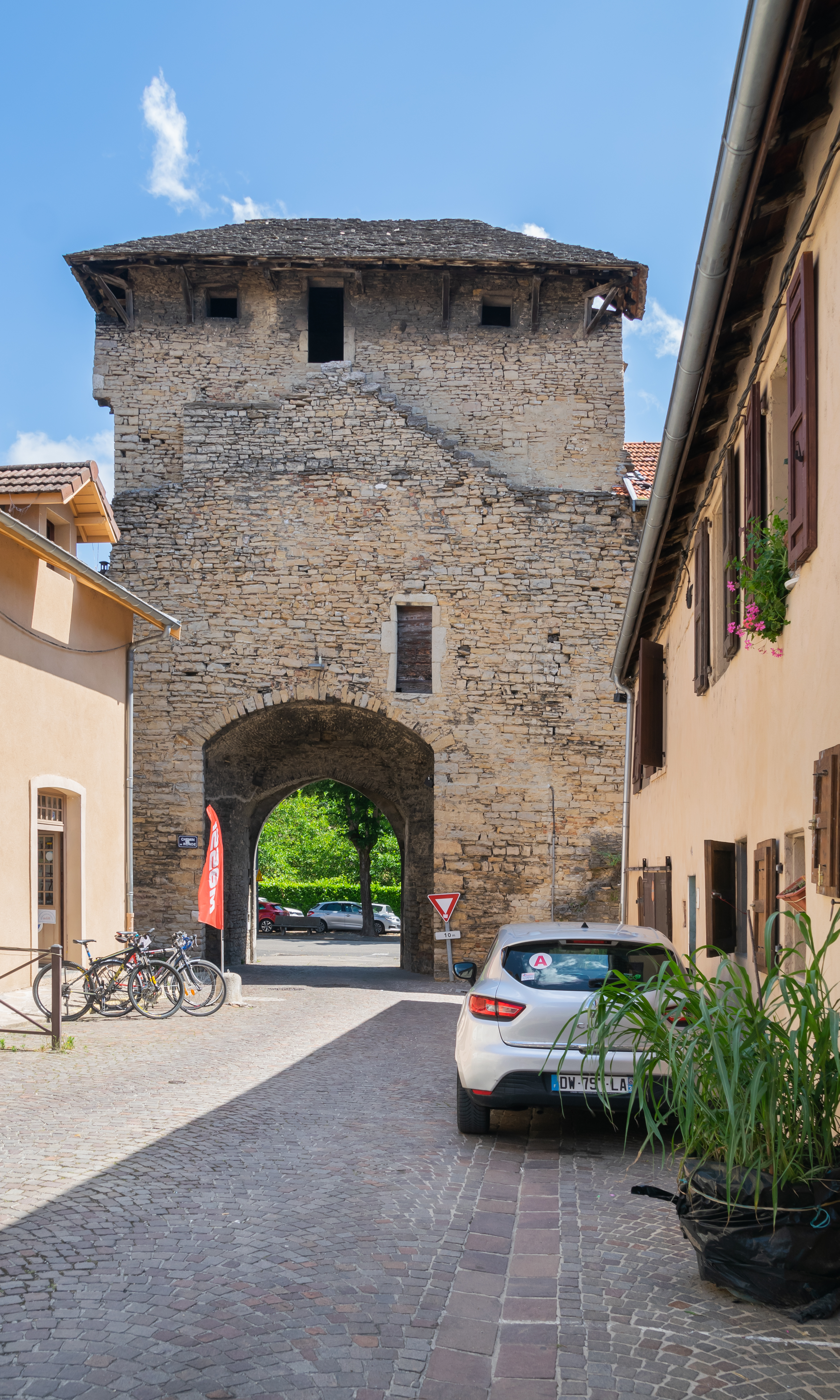
Vue intérieure